# 莽山胶角耳
莽山胶角耳（学名：Calocera mangshanensis）是属于花耳目花耳科胶角耳属的一种真菌，生长在阔叶树朽木上。该种分布于中国湖南莽山。